# Alain Van Den Bossche
Alain Van Den Bossche (* 17. November 1965 in Geraardsbergen) ist ein ehemaliger belgischer Radrennfahrer.
Sein bedeutendster Erfolg als Amateur war der Sieg im Eintagesrennen Trofee Jong Maar Moedig I.W.T. 1989.
Alain Van Den Bossche war Profi-Rennfahrer von 1990 bis 1995. Sein größter Erfolg in dieser Zeit war der Sieg bei den Belgischen Meisterschaften im Straßenrennen 1993, der bis zu diesem Zeitpunkt auch sein erster war. 1994 stürzte er bei der Flandern-Rundfahrt schwer und beendete im Jahr darauf seine aktive Laufbahn.